# Атлантический белый копьеносец
Атлантический белый копьеносец, или атлантический белый марлин (лат. Kajikia albida), — вид лучепёрых рыб семейства марлиновых (Istiophoridae). Распространены в Атлантическом океане. Максимальная длина 300 см.

## Таксономия и этимология
Атлантический белый копьеносец впервые описан в 1860 году кубинским зоологом Фелипе Поэй (исп. Felipe Poey, 1799—1891) под биноменом Tetrapturus albidus. В 2006 году группа американских учёных на основании генетических исследований выделила род Kajikia, куда был помещён данный вид.

## Описание
Тело удлинённое, сжатое с боков; покрыто мелкими продолговатыми чешуйками, скрытыми в коже. Рыло выдается вперед в виде удлиненного копьевидного выступа, образованного предчелюстными и носовыми костями. «Копьё» толстое и длинное, округлое в поперечном сечении. Затылок приподнят. Мелкие зубы образуют собой полоски на нёбных и челюстных костях. Левая и правая жаберные перепонки сращены между собой, но не прикреплены с межжаберному промежутку. На жаберных дугах нет жаберных тычинок. Два спинных плавника. Плавники поддерживаются костными лучами. В первом спинном плавнике 38—46 лучей; высокая передняя часть с закруглённым передним краем (её высота превышает высоту тела); высота первого спинного плавника резко снижается на уровне 12 луча, а затем снижение высоты идёт постепенно. Основание первого спинного плавника длинное, начинается на уровне заднего края предкрышки. Второй спинной плавник с 5—6 лучами начинается на уровне начала основания второго анального плавника. Два анальных плавника; в первом 12—17 лучей, верхний край закруглённый; второй анальный плавник с 5—6 лучами похож по размеру и форме на второй спинной плавник. Анальное отверстие расположено около начала первого анального плавника. Форма чешуи и расстояние между анальным отверстием и первым анальным плавником являются отличительными признаками в семействе марлиновых. У атлантического белого копьеносца передний край чешуй заострён, а в заднем крае 1—2 жёстких заострённых выступа. Расстояние от анального отверстия до начала первого анального плавника намного меньше половины высоты первого анального плавника (соотношение 0,18—0,39). Грудные плавники длинные и широкие с закруглёнными краями и 18—21 лучами, плотно прижаты к бокам тела. Тонкие брюшные плавники равны по размеру или немного короче грудных плавников. Хвостовой стебель сжат с боков и слегка вдавлен в дорсовентральном направлении; с каждой стороны проходят по два киля; на дорсальной и вентральной поверхностях хорошо выражены неглубокие выемки. Хвостовой плавник месяцеобразный. Боковая линия одна, хорошо заметна, идёт вдоль всего тела, немного изгибается над основанием грудных плавников, затем прямая. Позвонков 24.
Спина и верхняя часть тела тёмно-синие. Нижняя часть тела серебристо-белая с коричневыми пятнами. У некоторых особей по всей длине тела могут проходить многочисленные ряды размытых белых линий. Первый спинной плавник тёмно-синий с многочисленными чёрными пятнами; иногда пятна не видны в задней части. Второй спинной и брюшные плавники тёмно-синие. Грудные и хвостовой плавники тёмно-коричневые. Как и многих других представителей семейства марлиновых, цвет тела может изменяться в зависимости от уровня возбуждения особей.
Атлантический белый копьеносец уступает по размерам представителям родов марлины и парусники, но существенно крупнее копьеносцев. Максимальная общая длина тела (от кончика «копья» до окончания лучей хвостового плавника) достигает 3 м. В коммерческих уловах ярусами преобладают особи длиной от 130 до 210 см. По данным Международной Ассоциации спортивного рыболовства (International Game Fish Association) наиболее крупный экземпляр атлантического белого копьеносца массой 82,5 кг был выловлен у берегов Бразилии 8 декабря 1979 года.

## Биология

### Питание
В северо-восточной части Мексиканского залива у побережья Флориды и Миссисипи атлантические белые копьеносцы питались скумбриевыми (малые тунцы Euthynnus sp. и макрелетунцы Auxis sp.), селенами (Selene setapinnis) и кальмарами.
У побережья северо-восточной Бразилии основу рациона атлантических белых марлинов составляли атлантический морской лещ (Brama brama) и кальмары семейства Ommastrephidae (Ornithoteuthis antillarum), которые встречались в половине желудков исследованных особей. Не обнаружено корреляции между размерами жертвы и хищника, а также между массой пищевого комка и массой тела особей. Питание характеризовалось постоянным потреблением небольшого количества пищи, и пища постоянно присутствовала в желудках. Преобладали мелкие пелагические организмы длиной до 8 см. Обычно в каждом желудке было всего одна или две жертвы, а самым крупным пищевым объектом оказалась змеиная макрель (Gempylus serpens) длиной от 40 до 73 см. Небольшие размеры желудка заставляют копьеносцев постоянно охотиться в течение светового дня, что в свою очередь обеспечивает постоянное поступление энергии для непрерывного перемещения. Мелкие ракообразные составляли всего 1,7 % в диете, что обусловлено отсутствием жаберных тычинок у данного вида.
Атлантические белые марлины зачастую охотятся вблизи подводных возвышенностей. В связи с этим некоторые авторы отмечали преобладание в желудках марлинов таких придонных рыб как средиземноморский долгопёр (Dactylopterus volitans). С другой стороны это могло объясняться пелагическим образом жизни молоди долгопёров, поскольку в желудках марлинов отмечены только жертвы с длиной тела от 5 до 10 см.

### Размножение и развитие
Самцы атлантического белого копьеносца впервые созревают (50 % в популяции) при длине тела (от кончика нижней челюсти до развилки хвостового плавника) 139 см, а самки — при длине тела 147 см. У берегов северо-восточной Бразилии нерестятся в апреле — июне. Плодовитость варьируется от 418 675 до 877 150 ооцитов.
Атлантические белые коньеносцы нерестятся один раз в год. Для нереста мигрируют в субтропические воды. Основные обнаруженные места нереста расположены у Багамских и Бермудских островов, а также у юго-восточного побережья Бразилии. Нерест происходит в открытых океанических водах над большими глубинами при высокой температуре поверхностной воды от 20 до 29 С. В нересте участвует только одна пара рыб, массового нереста не наблюдали. Описания икры и предличинок, а также данные о продолжительности инкубационного периода отсутствуют в литературе. У личинок атлантических белых марлинов отсутствует вырост верхней челюсти, а на жаберных крышках есть крупные костные шипы. У молоди спинной плавник резко поднимается вверх на уровне третьего луча, затем длина лучей возрастет постепенно, а после 11 луча высота плавника начинает немного снижаться. У молоди вдоль нижней части спинного плавника расположены 4 пятна («глазки»): первое пятно расположено между 14 и 15 лучами, второе — между 20—21 лучом, третье — между 27—28 лучом, а последнее — между 32—33 лучами. По мере роста глазчатые пятна исчезают; из-за различной скорости роста разных частей спинного плавника передняя часть становится намного больше задней, и спинной плавник постепенно приобретает вид, характерный для взрослых особей.

## Ареал
Распространены в умеренных и тропических водах Атлантического океана от 45°с. ш. до 45°ю. ш. в западной части и до 35°ю. ш. в восточной части. Поскольку распространение атлантических белых копьеносцев ограничивается температурой воды, то границы ареала изменяются в течение года. Северные и южные границы расширяются в тёплое время года и сужаются в холодное. Обнаружение данного вида рыб в Средиземном море и у берегов Франции вероятно связано со стреингом (то есть случайным заходом особей в нехарактерные для них районы).

## Взаимодействине с человеком
Начиная с 1974 года в городе Оушен, штат Мериленд ежегодно проводятся международные соревнования по ловле марлиновых (White Marlin Open). Призовые деньги присуждаются за вылов рекордных экземпляров по категориям: белый марлин, синий марлин, тунец, ваху, дельфин и акула. В 2019 году в турнире участвовало 3500 человек и было выплачено 6,1 млн долларов призовых. Индивидуальную награду в размере 1,5 млн долларов получил участник за вылов атлантического белого копьеносца массой 36 кг.
Вследствие перелова в 2011 году Международный союз охраны природы присвоил этому виду статус «уязвимого» (Vulnerable). Однако в 2022 году он был признан «вызывающим наименьшие опасения» (Least Concern), поскольку за последние три поколения не произошло такого сокращения популяции, чтобы оправдать признание вида находящимся под угрозой исчезновения или близким к уязвимому положению. Гринпис добавил атлантического белого копьеносца в красный лист морепродуктов, то есть список видов, которые продаются в супермаркетах по всему миру и которые подвергаются высокому риску перелова.